# 柠檬草
柠檬草（学名：Cymbopogon citratus）又名檸檬香茅，生長在開闊的熱帶乾燥土壤，分佈於印度南部及斯里蘭卡。全株芳香，叢生的球莖上產生大量葉片及分之的圓錐花序。

## 用途
是一種收斂劑、滋補劑，且可幫助消化。對皮膚和指甲有益。治療發燒、流行性感冒、疼痛和刺激腸道有幫助。

## 種植條件

### 光照及氣候
檸檬草喜愛全日照之環境，每日至少需要六到八小時的日照時間，且經由暴露在適量補充的紫外線B(sUV-B)照射下可提升檸檬香茅的精油產量和品質。最適氣候介於25到30度之間，不耐低溫，在長期超過十度以下有可能導致其死亡，平均年降雨量則介於 2,500 至 3,000mm。

### 土壤條件
需要排水性良好之沙質土壤作為種植基底，以免根部潰爛導致植株死亡。

## 繁殖方式

### 分株繁殖
檸檬草多以分株繁殖或分蘗繁殖為主，因為極少開花結果的特性導致種子繁殖並不理想，成熟的檸檬香茅，每叢約有50至200支分株，繁殖方式為剪去上部葉片並從母體中分離約10至15公分帶根之分株，分株直接種植田間即可。

## 扩展阅读
- 維基物種上的相關：柠檬草

1. ↑  Anggraeni, Nenden Indrayati; Hidayat, Ika Wiani; Rachman, Saadah Diana; Ersanda. . AIP Conference Proceedings (Author(s)). 2018  [2025-05-17]. doi:10.1063/1.5021200.
2. ↑  . pfaf.org.   [2025-05-17]. （原始内容存档于2025-06-25）.
3. 1 2  . www.tcdares.gov.tw.   [2025-05-17]. （原始内容存档于2025-05-28）.